# アンナ (曲)
「アンナ (ゴー・トゥ・ヒム)」（Anna (Go to Him)）は、アーサー・アレキサンダーの楽曲である。1962年9月17日にドット・レコードからシングルとして発売された。発売翌年にビートルズによってカバーされたことで知られている。

## 曲の構成・評価
『オールミュージック』の評論家であるリッチー・アンターバーガーは、「『アンナ』のその跳ねるようなグルーヴは、スロー・バラードよりもミドルテンポに近いとしても、初期の素晴らしいバラードの1つ。他のアレキサンダーの楽曲と同じく、この曲はオリジナルよりもカヴァー・ヴァージョンのほうがより有名になった。1962年に発売された時は小さなヒットで、ポップチャートで68位、R&Bで10位と言う結果だった」と評している。
音楽評論家のデイブ・マーシュは、「アンナ (ゴー・トゥ・ヒム)」を、史上最高の1001作のシングルのうちの1つとして評価していて、「穏やかに揺れるリズム」と強いシンコペーションを使ったドラムとアレクサンダーのボーカルを称賛した。また、マーシュはジョン・レノンがアレクサンダーの楽曲を聴いて、「イン・マイ・ライフ」をはじめとしたバラードを歌うようになった可能性を示している。
題名に反して、曲中では「go to him」ではなく、「go with him」と歌われている。

## チャート成績
| チャート（1962年）                   | 最高位 |
| ------------------------------------ | ------ |
| US Billboard Hot 100                 | 70     |
| US Hot R&B/Hip-Hop Songs (Billboard) | 10     |

## カバー・バージョン

### ビートルズによるカバー
ジョン・レノンのお気に入りだった本作は、ビートルズ初期のレパートリーの1つであり、1963年に発売された1作目のイギリス盤公式オリジナル・アルバム『プリーズ・プリーズ・ミー』のためにレコーディングが行われた。
アメリカでは、1963年7月22日にヴィージェイ・レコードより発売された『Introducing...The Beatles』に収録され、1965年3月22日にキャピトル・レコードより発売された『ジ・アーリー・ビートルズ』に収録された。また、ヴィージェイから発売されたEP『Souvenir of Their Visit: The Beatles』にも収録されたほか、日本では1965年9月15日に発売されたシングル盤『ディジー・ミス・リジー』のB面にも収録された。

#### レコーディング
「アンナ」のレコーディングは、1963年2月11日にEMIレコーディング・スタジオで行われた。3テイク録音されたうち、マスターテイクとして最終テイクであるテイク3が採用され、2月25日にリミックスされた。曲中においてジョージ・ハリスンは、オリジナルにおけるフロイド・クレーマーによるピアノのパートをギターで演奏している。
ビートルズは1963年6月17日にBBCのラジオ番組『ポップ・ゴー・ビートルズ』用にレコーディングを行い、番組は6月25日に放送された。また8月1日にも新たにレコーディングが行われており、この日のテイクは8月25日に放送された。

#### 評価
アンターバーガーは、ビートルズによるカバー・バージョンについて、「リンゴ・スターは正確に、そして変わったドラムリズムとハイハットのクランチを忠実に再現している。しかしレノンのボーカルにはアレキサンダーが表現しなかった苦痛が追加されている。とりわけそれはブリッジの終わりで彼が高音で泣き叫ぶところに顕著に現れていて、ビートルズのバックボーカルは素晴らしく、（アレキサンダー版より）より効果的だ」と評している。
音楽評論家のイアン・マクドナルドは、レノンのボーカルについて別な意見を持っていて、著書の中で「情熱的な青年が他人の曲に取り組んでいるように聞こえた」と書いている。

#### クレジット
※出典
- ジョン・レノン - ボーカル、アコースティック・ギター（リズムギター）
- ポール・マッカートニー - ベースギター、バッキング・ボーカル
- ジョージ・ハリスン - リードギター、バッキング・ボーカル
- リンゴ・スター - ドラム

### その他のアーティストによるカバー
- ハンブル・パイ - 1974年に発売されたアルバム『サンダーボックス』に収録[12]。
- ジョージ・マーティン&ヒズ・オーケストラ - 1994年に発売されたカバー・アルバム『George Martin Instrumentally Salutes the Beatle Girls』に収録[13]。